# Oancea
Oancea é uma comuna romena localizada no distrito de Galaţi, na região de Moldávia. A comuna possui uma área de 47.25 km² e sua população era de 1477 habitantes segundo o censo de 2007.